# Lista de vereadores de Ribeirão Preto da 16.ª Legislatura
Essa é uma lista de vereadores da legislatura que ocorreu de 1º de Janeiro de 2013 a 31 de Dezembro de 2016. A prefeita da época era Darcy Vera.

## Mesa Diretora[1]

### 2013
| Cargo           | Nome                  | Partido | Mandato                                        | Nota |
| --------------- | --------------------- | ------- | ---------------------------------------------- | ---- |
| Presidente      | Cícero Gomes da Silva | PMDB    | 1º de janeiro de 2013 - 31 de dezembro de 2013 |      |
| Vice-presidente | Maurílio Romano       | PP      | 1º de janeiro de 2013 - 31 de dezembro de 2013 |      |
| 1° Secretário   | Bebé                  | PSD     | 1º de janeiro de 2013 - 31 de dezembro de 2013 |      |
| 2° Secretário   | Giló                  | PR      | 1º de janeiro de 2013 - 31 de dezembro de 2013 |      |

### 2014
| Cargo           | Nome           | Partido | Mandato                                        | Nota |
| --------------- | -------------- | ------- | ---------------------------------------------- | ---- |
| Presidente      | Walter Gomes   | PR      | 1º de janeiro de 2014 - 31 de dezembro de 2014 |      |
| Vice-presidente | Waldyr vIlella | PSD     | 1º de janeiro de 2014 - 31 de dezembro de 2014 |      |
| 1° Secretário   | Paulo Modas    | PROS    | 1º de janeiro de 2014 - 31 de dezembro de 2014 |      |
| 2° Secretário   | Bebé           | PSD     | 1º de janeiro de 2014 - 31 de dezembro de 2014 |      |

### 2015
| Cargo           | Nome              | Partido | Mandato                                        | Nota |
| --------------- | ----------------- | ------- | ---------------------------------------------- | ---- |
| Presidente      | Walter Gomes      | PR      | 1º de Janeiro de 2015 - 31 de dezembro de 2015 |      |
| Vice-presidente | Giló              | PR      | 1º de janeiro de 2015 - 31 de dezembro de 2015 |      |
| 1° Secretário   | Viviane Alexandre | PPS     | 1º de janeiro de 2015 - 31 de dezembro de 2015 |      |
| 2° Secretário   | Bebé              | PSD     | 1º de janeiro de 2015 - 31 de dezembro de 2015 |      |

### 2016
| Cargo           | Nome              | Partido          | Mandato                                      | Nota      |
| --------------- | ----------------- | ---------------- | -------------------------------------------- | --------- |
| Presidente      | Walter Gomes      | PTB              | 1º de janeiro de 2016 - 31 de agosto de 2016 | Afastado  |
| Vice-presidente | Bebé              | PSD              | 1º de janeiro de 2016 - 31 de agosto de 2016 | Afastado  |
| 1° Secretário   | Viviane Alexandre | PPS, depois, PSC | 1º de janeiro de 2016 - 6 de outubro de 2016 | Renunciou |
| 2° Secretário   | Capela Novas      | PPS              | 1º de janeiro de 2016 - 31 de agosto de 2016 | Afastado  |

## Vereadores de Ribeirão Preto
Estes são os vereadores eleitos na eleições de 7 de outubro de 2012:
| Nome                    | Partido | Mandato                                         | Nota                                                           |
| ----------------------- | ------- | ----------------------------------------------- | -------------------------------------------------------------- |
| Alessandro Maraca       | PMDB    | 1º de Setembro de 2016 - 31 de Dezembro de 2016 | Era do PSD ao se eleger suplente; substituiu Samuel Zanferdini |
| André Luís da Silva     | PTN     | 1º de Janeiro de 2013 - 31 de Dezembro de 2016  | Era do PC do B ao se eleger                                    |
| Beto Cangussu           | PT      | 1º de Janeiro de 2013 - 31 de Dezembro de 2016  |                                                                |
| Cleudo José             | PSB     | 1º de Setembro de 2016 - 31 de Dezembro de 2016 | Era do PR ao se eleger suplente; substituiu Giló               |
| Gláucia Berenice        | PSDB    | 1º de Janeiro de 2013 - 31 de Dezembro de 2016  |                                                                |
| Dadinho                 | PTB     | 1º de Setembro de 2016 - 31 de Dezembro de 2016 | Era do PR ao se eleger suplente; substituiu Walter Gomes       |
| Dr. Jorge Parada        | PT      | 1º de Janeiro de 2013 - 31 de Dezembro de 2016  |                                                                |
| Elizeu Rocha            | PP      | 1º de Setembro de 2016 - 31 de Dezembro de 2016 | Substituiu Maurílio Romano                                     |
| Bertinho Scandiuzzi     | PSDB    | 1º de Janeiro de 2013 - 31 de Dezembro de 2016  |                                                                |
| Delegado Neto           | PSD     | 1º de Setembro de 2016 - 31 de Dezembro de 2016 | Substituiu Genivaldo Gomes                                     |
| Marcelo Palinkas        | PSD     | 1º de Setembro de 2016 - 31 de Dezembro de 2016 | Substituiu Cícero Gomes                                        |
| Marcos Papa             | REDE    | 1º de Janeiro de 2013 - 31 de Dezembro de 2016  | Era do PV ao se eleger                                         |
| Maurício Gasparini      | PSDB    | 1º de Janeiro de 2013 - 31 de Dezembro de 2016  |                                                                |
| Maurício Vila Abranches | PTB     | 1º de Setembro de 2016 - 31 de Dezembro de 2016 | Era do PRB ao se eleger suplente; substituiu Saulo Rodrigues   |
| Coraucci Netto          | PSD     | 1º de Janeiro de 2015 - 31 de Dezembro de 2016  | Substituiu Léo Oliveira.                                       |
| Luciano Mega            | PDT     | 1º de Setembro de 2016 - 31 de Dezembro de 2016 | Era do PPS ao se eleger suplente; substituiu Capela Novas      |
| Paulo Modas             | PROS    | 1º de Janeiro de 2013 - 31 de Dezembro de 2016  | Era do PR ao se eleger                                         |
| Ricardo Silva           | PDT     | 1º de Janeiro de 2013 - 31 de Dezembro de 2016  |                                                                |
| Rodrigo Simões          | PDT     | 1º de Janeiro de 2013 - 31 de Dezembro de 2016  |                                                                |
| Viviane Alexandre       | PSC     | 1º de Janeiro de 2013 - 31 de Dezembro de 2016  | Era do PPS ao se eleger                                        |
| Waldyr Vilella          | PSD     | 1º de Janeiro de 2013 - 31 de Dezembro de 2016  |                                                                |
| Wandeir Silva           | PMDB    | 1º de Setembro de 2016 - 31 de Dezembro de 2016 | Substituiu Bebé                                                |

### Mandatos Incompletos[2]
| Nome                  | Partido | Mandato                                        | Nota                                                                       |
| --------------------- | ------- | ---------------------------------------------- | -------------------------------------------------------------------------- |
| Léo Oliveira          | PMDB    | 1º de Janeiro de 2013 - 31 de Dezembro de 2014 | Tornou-se deputado federal brevemente. Elegeu-se deputado estadual em 2014 |
| Giló                  | PTB     | 1º de Janeiro de 2013 - 31 de Agosto de 2016   | Era do PR ao se eleger; afastado                                           |
| Walter Gomes          | PTB     | 1º de Janeiro de 2013 - 31 de Agosto de 2016   | Era do PR ao se eleger; afastado                                           |
| Capela Novas          | PPS     | 1º de Janeiro de 2013 - 31 de Agosto de 2016   | Afastado                                                                   |
| Samuel Zanferdini     | PSD     | 1º de Janeiro de 2013 - 31 de Agosto de 2016   | Era do PMDB ao se eleger; afastado                                         |
| Bebé                  | PSD     | 1º de Janeiro de 2013 - 31 de Agosto de 2016   | Afastado                                                                   |
| Cícero Gomes da Silva | PMDB    | 1º de Janeiro de 2013 - 31 de Agosto de 2016   | Afastado                                                                   |
| Genivaldo Gomes       | PSD     | 1º de Janeiro de 2013 - 31 de Agosto de 2016   | Afastado                                                                   |
| Maurílio Romano       | PP      | 1º de Janeiro de 2013 - 31 de Agosto de 2016   | Afastado                                                                   |
| Saulo Rodrigues       | PRB     | 1º de Janeiro de 2013 - 31 de Agosto de 2016   | Afastado                                                                   |

## Legislatura Anterior
15ª Legislatura